# Nina van Pallandt

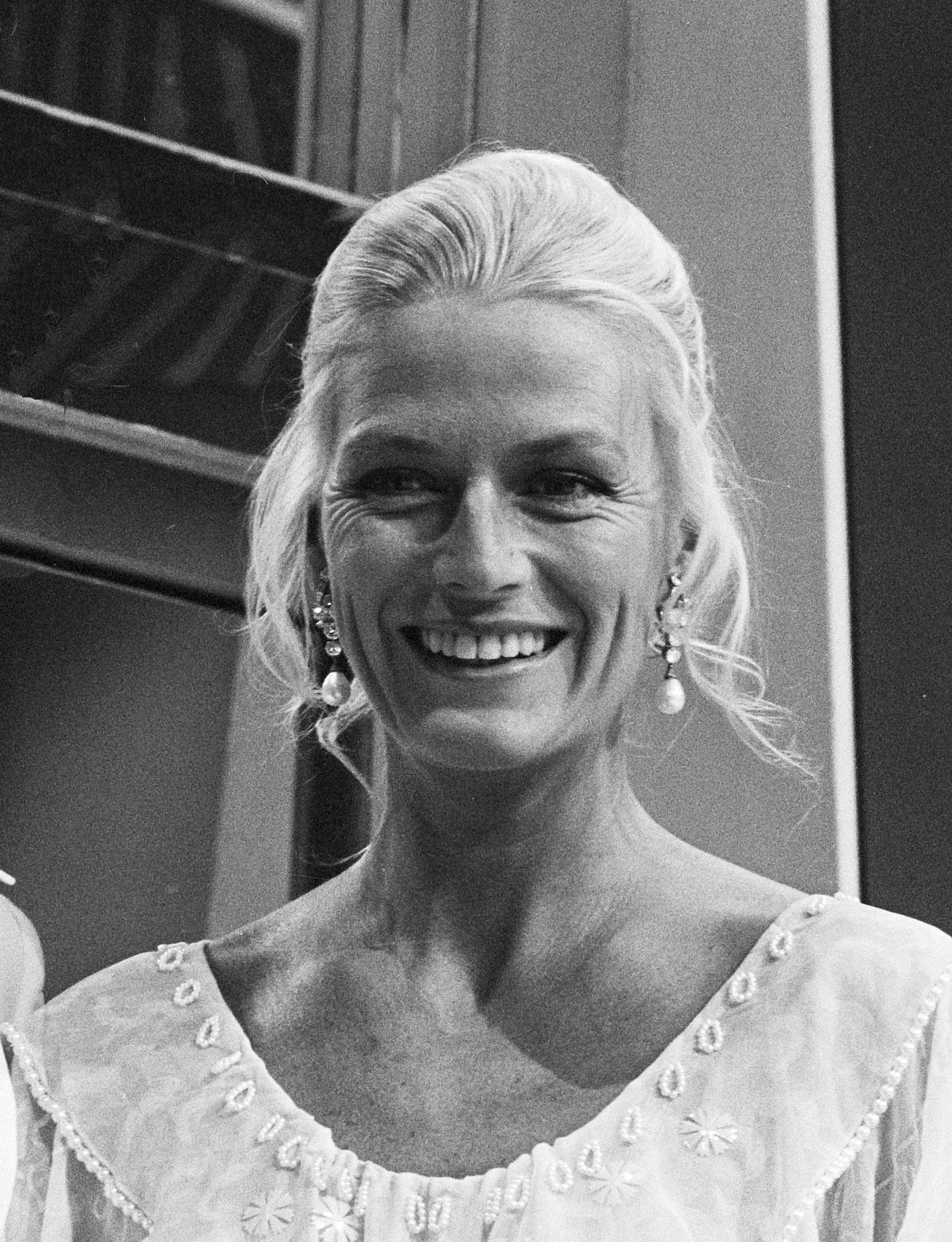
Nina van Pallandt, 1979

Baroness Nina van Pallandt (* 15. Juli 1932 in Kopenhagen als Nina Magdalene Møller-Hasselbalch) ist eine dänische Sängerin und Schauspielerin.

## Leben

### Sängerin
Die Tochter von Kaj Møller und Clara Kirstine Undset Gyth trat zunächst in verschiedenen Clubs als Sängerin auf. Ab 1957 trat sie mit dem niederländischen Baron Frederik van Pallandt als Gesangs-Duo Nina & Frederik auf, wodurch beide international bekannt wurden. So absolvierten sie auch Auftritte im deutschsprachigen Raum. Das Paar war auch verheiratet.
Einen ihrer bekanntesten Einzeltitel sang Nina 1969 in dem James-Bond-Film Im Geheimdienst Ihrer Majestät, dem einzigen mit George Lazenby als James Bond. Ihr Titel Do You Know How Christmas Trees Are Grown? ist auch auf Original-Soundtrack-Tonträgern zu hören. Die eingedeutschte Fassung, Wovon träumt der Weihnachtsbaum im Mai, sang Katja Ebstein. Dem Titel Where Do You Go To (My Lovely), mit dem Peter Sarstedt 1969 sechs Wochen Platz 1 der britischen Charts belegte, soll van Pallandt als Inspiration gedient haben.

### Schauspielerin
Nachdem sich das Gesangs-Duo mit ihrem Ehemann bereits 1969 aufgelöst hatte, verlegte Nina van Pallandt ihren Fokus zusehends auf die Schauspielerei und arbeitete in Hollywood. Bereits seit Ende der 1950er-Jahre hatte sie Auftritte in Filmen und Fernsehserien absolviert, häufig musikalische Auftritte neben ihrem Ehemann. 
In den 1970er-Jahren trat sie in einigen Filmen des Regisseurs Robert Altman auf, darunter in der undurchsichtigen weiblichen Hauptrolle in Der Tod kennt keine Wiederkehr (1973) sowie in Quintett (1977) und in Eine Hochzeit (1978). In dem Thriller Ein Mann für gewisse Stunden verkörperte sie 1980 neben Richard Gere die Betreiberin eines Edel-Escortservices, ein Jahr später hatte sie in Cutter’s Way – Keine Gnade eine Liebesszene mit Jeff Bridges. Daneben war sie auch in verschiedenen Fernsehserien zu sehen, so in Hart aber herzlich, Taxi und Die unglaublichen Geschichten von Roald Dahl. Nach ihrem Gastauftritt in letzterer Serie zog sie sich 1988 von der Schauspielerei zurück.

### Privates
In erster Ehe heiratete sie am 11. August 1955 den dänischen Schauspieler und Sänger Thorvald Théodore William Hugo Wessel, die Ehe wurde geschieden.
1960 heiratete sie ihren Gesangspartner Frederik van Pallandt. Der Ehe entstammen drei Kinder: der spätere Drehbuchautor, Regisseur und Maler Floris Nicolas Ali, Baron van Pallandt (1961–2006), Kirsa Eleonore Clara, Baroness van Pallandt (* 1963) und Ana Maria Else, Baroness van Pallandt (* 1965). Die Ehe von Nina und Frederik van Pallandt wurde 1975 geschieden. Das Leben ihres Ex-Mannes endete gewaltsam. Er ließ sich auf den Philippinen nieder und geriet in Verstrickungen mit australischen Drogenkriminellen, für die er Boottransporte organisierte. Bei einem Transport wurde er im Mai 1994 von Flusspiraten erschossen.
Schlagzeilen machte Nina van Pallandt in den frühen 1970er-Jahren, als sie die Geliebte des Betrügers Clifford Irving wurde, der wegen einer gefälschten Biografie des Milliardärs Howard Hughes ins Gefängnis musste. Trotz dieses Skandals litt die Karriere von Nina van Pallandt nicht darunter, vielmehr wuchs das Interesse an ihr. In dem semi-dokumentarischen Film F wie Fälschung aus dem Jahr 1974 des Regisseurs Orson Welles tritt sie als „sie selbst“ auf. In der Verfilmung der Betrugsgeschichte The Hoax aus dem Jahr 2006 wurde van Pallandt von Julie Delpy dargestellt. Mit Richard Gere, der in The Hoax die Rolle des Clifford Irving spielte, hatte van Pallandt schon 1980 bei Ein Mann für gewisse Stunden vor der Kamera gestanden.
Nach der Scheidung war Nina van Pallandt in der zweiten Hälfte der siebziger Jahre kurze Zeit mit dem südafrikanischen Satiriker Robert Kirby (1936–2007) verheiratet.

## Diskografie

### Singles
- 1969: Do You Know How Christmas Trees Are Grown (als Nina, in James Bond 007 – Im Geheimdienst Ihrer Majestät)

## Filmografie (Auswahl)

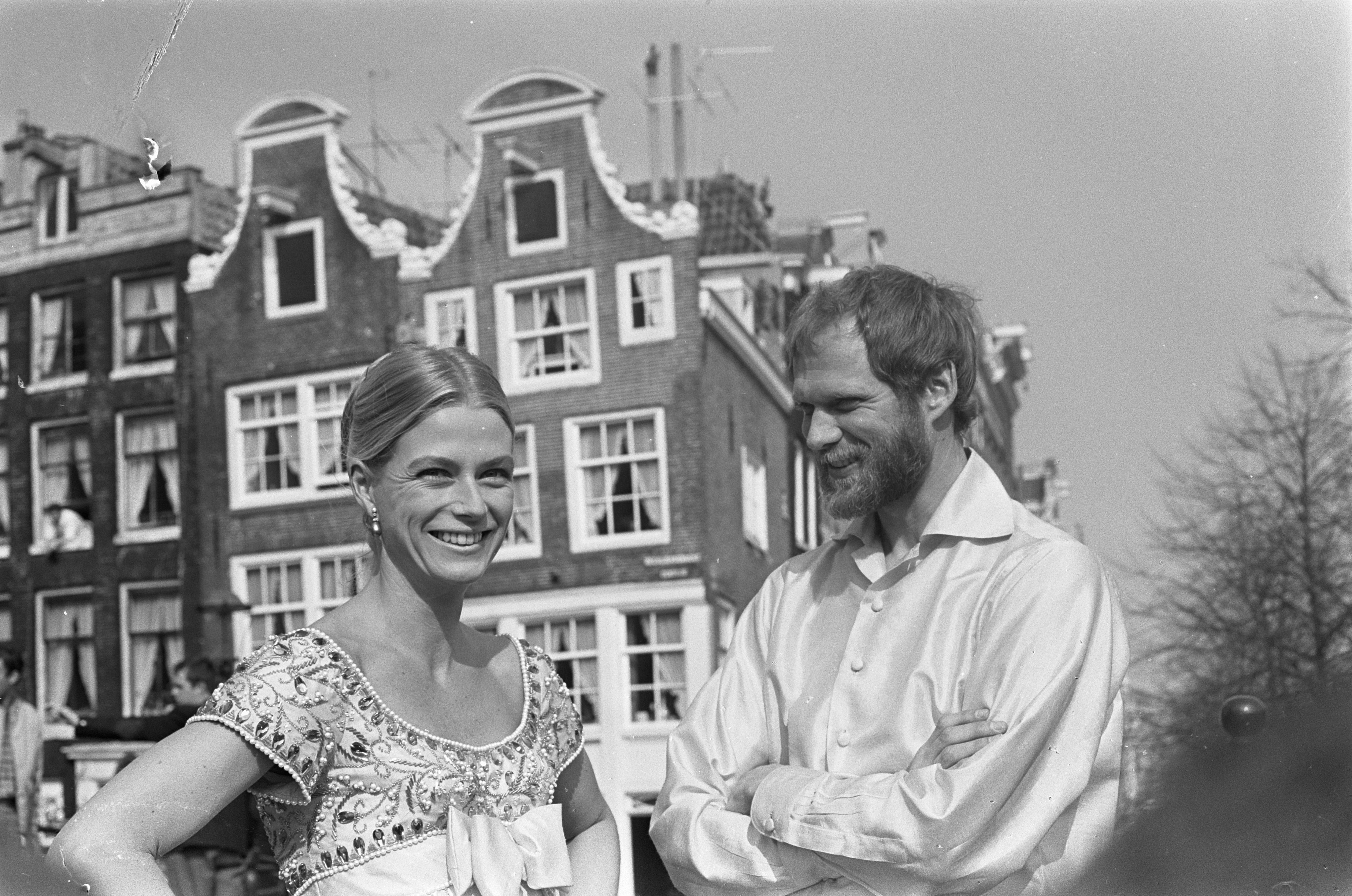
Nina van Pallandt und ihr damaliger Ehemann Frederik in Amsterdam (1967)

- 1958: Wenn alle Stricke reißen (Verdens rigeste pige)
- 1959: Jugend, Jazz und Serenaden (Kærlighedens melodi)
- 1959: Mandolinen und Mondschein
- 1961: Einer unter vielen (Een blandt mange)
- 1962: Der verkaufte Großvater
- 1967: Jackanory (Fernsehserie, 5 Folgen)
- 1969: No! No! No! (Fernsehfilm)
- 1973: Der Tod kennt keine Wiederkehr (The Long Goodbye)
- 1975: Ellery Queen (Fernsehserie, Folge The Adventure of Colonel Nivin's Memoirs)
- 1975: Guilty or Innocent: The Sam Sheppard Murder Case (Fernsehfilm)
- 1975: Christmas Box (Fernsehfilm)
- 1976: Assault on Agathon
- 1978: Eine Hochzeit (A Wedding)
- 1979: Diary of a Young Comic (Fernsehfilm)
- 1979: Quintett (Quintet)
- 1980: Hart aber herzlich (Hart to Hart, Fernsehserie, Folge Nacht der Schrecken)
- 1980: Ein Mann für gewisse Stunden (American Gigolo)
- 1980: Mad Pilot – Der Wahnsinnsflieger (Cloud Dancer)
- 1981: Cutter’s Way – Keine Gnade (Cutter’s Way)
- 1982: Taxi (Fernsehserie, Folge Elegant Iggy)
- 1982: Talon im Kampf gegen das Imperium (The Sword and the Sorcerer)
- 1983: Frank Buck – Abenteuer in Malaysia (Bring ’Em Back Alive, Fernsehserie, Folge Bones of Contention)
- 1984: Euer Weg führt durch die Hölle (Jungle Warriors)
- 1985: Black Cats (O.C. and Stiggs)
- 1986: Geschlechtsumwandlung – I Change My Life (Second Serve, Fernsehfilm)
- 1987: Así como habían sido
- 1988: Time Out
- 1988: Die unglaublichen Geschichten von Roald Dahl (Tales of the Unexpected, Fernsehserie, Folge A Time to Die)